# Friend-to-friend
Friend-to-friend（F2F）コンピュータネットワークとは、ユーザーが知人とだけ直接接続を行うP2Pネットワークの一種である。パスワードやデジタル署名が認証に用いられる。
他の種類のプライベートP2Pとは異なり、F2Fネットワークのユーザーは、自分の友人以外に誰が参加しているかを知ることができないため、F2Fネットワークはユーザーの匿名性を損なうことなく規模を拡大できる。Retroshare、WASTE、GNUnet、Freenet、OneSwarmは、F2Fネットワークを構築するために利用できるソフトウェアの例であるが、これらの中でRetroshareのみがデフォルトでF2F動作に設定されている。
多くのF2Fネットワークは、互いを知らず信用していないユーザー同士の間で、間接的な匿名または変名通信をサポートしている。例えば、F2Fオーバーレイにおけるノードは、ファイル（またはファイルのリクエスト）を二人の友人間で匿名で自動転送することができ、その際に相手の名前やIPアドレスをどちらにも伝えない。このような友人は、同じファイル（またはリクエスト）を自分の友人に自動的に転送することができ、これが連鎖的に続く。
ダン・ブリックリンは2000年に「friend-to-friend network」という用語を作った。

## F2Fの潜在的な応用
- Bouillonプロジェクトは、F2Fネットワークを用いてメッセージに信頼度を割り当てている[2]。